# L'ora della furia
L'ora della furia (Firecreek) è un film del 1968 diretto da Vincent McEveety.

## Trama
Johnny Cobb è uno sceriffo d'indole mite, un contadino amante della pace e la stella di sceriffo gli è stata appuntata quasi simbolicamente. Sua moglie Henrietta è incinta.
Il suo piccolo villaggio viene invaso da una banda capitanata da Bob Larkin, fisicamente menomato e dalle scarse doti di comando: i banditi imperversano nel villaggio con le loro prepotenze. A nulla valgono le richieste di Cobb a Larkin, che non ha alcun potere per tenere a bada i suoi uomini e che inoltre è più interessato a Evelyn Pittman, un'attraente vedova. L'unico in città disposto ad aiutare lo sceriffo è Arthur, un giovane stalliere mentalmente ritardato. Quando un bandito tenta di stuprare una ragazza indiana, Meli, il ragazzo la difende uccidendo l'uomo, ma viene impiccato dai banditi, che lo tirano fuori dalla cella nella quale lo sceriffo l'aveva rinchiuso anche per proteggerlo; ciò mentre lo sceriffo corre via dal villaggio, avvisato di un peggioramento delle già gravi condizioni di salute di sua moglie. Cobb capisce allora che è giunto il momento di passare all'azione.

## Distribuzione
Il film è stato presentato nelle sale statunitensi il 24 gennaio 1968.